# Januar 1989
Portal Geschichte | Portal Biografien | Aktuelle Ereignisse | Jahreskalender | Tagesartikel

◄ |
19. Jahrhundert |
20. Jahrhundert
| 21. Jahrhundert

◄ |
1950er |
1960er |
1970er |
1980er
| 1990er | 2000er | 2010er | ►

◄ |
1985 |
1986 |
1987 |
1988 |
1989
| 1990 | 1991 | 1992 | 1993 | ►

◄ |
Oktober 1988 |
November 1988 |
Dezember 1988 |
Januar 1989 |
Februar 1989 |
März 1989 |
April 1989 |
►
Dieser Artikel behandelt aktuelle Nachrichten und Ereignisse im Januar 1989.

## Tagesgeschehen

### Sonntag, 1. Januar 1989

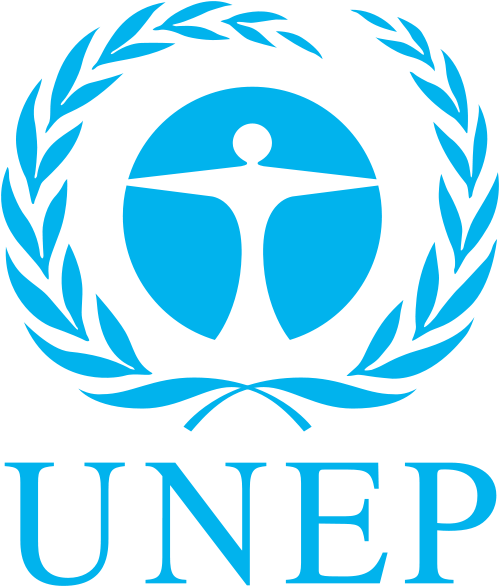
Logo des United Nations Environment Programmes

- Bern/Schweiz: Der FDP-Politiker Jean-Pascal Delamuraz übernimmt turnusgemäß das Amt des Bundespräsidenten.[1]
- Kanada, Vereinigte Staaten: Der Wirtschaftsverband Kanadisch-US-Amerikanisches Freihandelsabkommen (CUSFTA) schafft eine Freihandelszone zwischen den beiden wirtschaftlich stärksten Ländern des nordamerikanischen Halbkontinents. Die öffentliche Meinung in Kanada ist überwiegend ablehnend.[2]
- Madrid/Spanien: Spanien übernimmt, von Griechenland, erstmals den Vorsitz im Rat der Europäischen Union. Das Amt des Regierungschefs der EWG erhält Felipe González.[3]
- München/Deutschland: Der neugegründete Rundfunkveranstalter Pro 7 wird Nachfolger von Eureka TV. Der Inhalt des Programms bleibt derselbe, und zwar Dauerwerbesendungen im Auftrag des Versandhauses Quelle.[4]
- Nairobi/Kenia: Das vom Ozon-Sekretariat des Umweltprogramms der Vereinten Nationen (UNEP) initiierte „Montrealer Protokoll über Stoffe, die zu einem Abbau der Ozonschicht führen“, tritt in Kraft.[5]
- New York/Vereinigte Staaten: Äthiopien, Finnland, Kanada, Kolumbien und Malaysia werden neue nichtständige Mitglieder im Sicherheitsrat der Vereinten Nationen.[6]

### Freitag, 6. Januar 1989

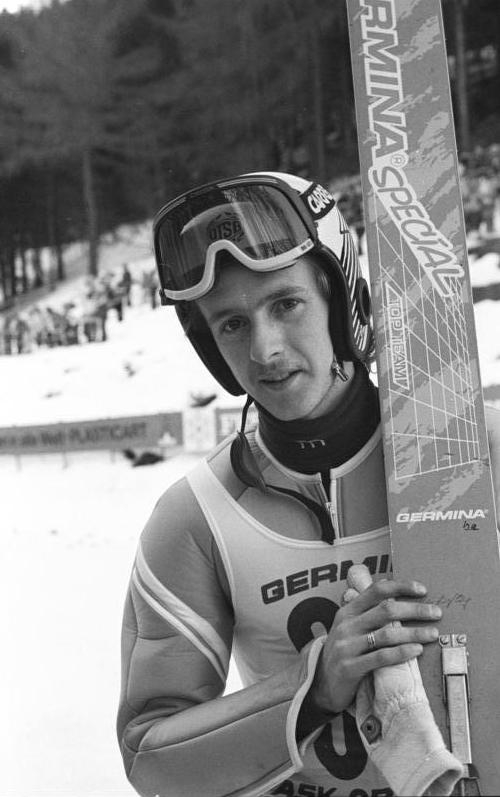
Jens Weißflog ist zum fünften Mal unter den Top 3 der Tournee

- Bischofshofen/Österreich: Risto Laakkonen aus Finnland gewinnt vor Jens Weißflog aus der DDR die 37. Vierschanzentournee.[7]

### Dienstag, 10. Januar 1989
- Bern/Schweiz: Der Besondere Vertreter des Bundesanwalts Hans Hungerbühler schließt das gerichtspolizeiliche Ermittlungsverfahren gegen Bundesrätin Elisabeth Kopp (FDP) in der Angelegenheit betreff „die Indiskretionen im Zusammenhang mit der Firma Shakarchi Trading AG“ wegen Verdachts der Verletzung des Amtsgeheimnisses ab. Kopps Ehemann gilt in der medialen Öffentlichkeit als Steuerbetrüger.[8]

### Donnerstag, 12. Januar 1989
- Bern/Schweiz: Bundesrätin Elisabeth Kopp (FDP) tritt mit sofortiger Wirkung aus dem Bundesrat zurück, weil sie im dringenden Verdacht steht, dass sie Amtsgeheimnisse des Eidgenössischen Justiz- und Polizeidepartements an ihren Mann weitergab.[9]

### Sonntag, 15. Januar 1989
- Leipzig/Deutschland: In der zweitgrößten Stadt der DDR versammeln sich über 500 Menschen, um ihr Grundrecht auf Meinungsfreiheit wahrzunehmen. Die staatlichen Einsatzkräfte lösen die Versammlung gewaltsam auf. Die von jugendlichen Oppositionsgruppen in Leipzig organisierte Demonstration, für die mit dem Markt zum ersten Mal bewusst ein öffentlichkeitswirksamer Schauplatz ausgesucht wurde, sollte an den Erfolg des so genannten „Pleiße-Gedenk-Umzugs“ im Juni 1988 anknüpfen.[10][11]

### Dienstag, 17. Januar 1989

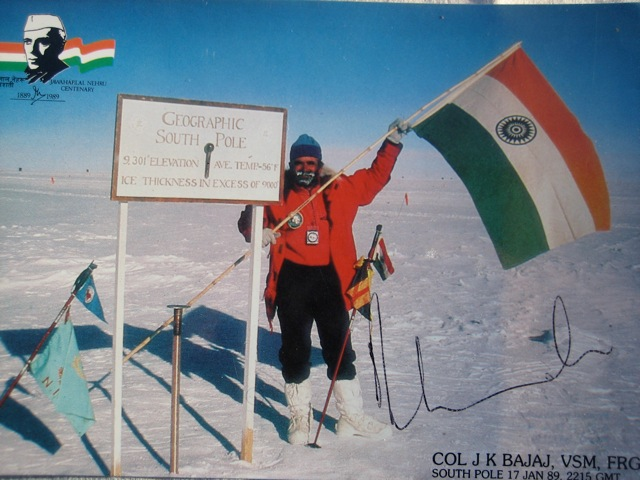
JK Bajaj am Südpol

- Antarktika: Der erste Asiate erreicht ohne moderne Fortbewegungsmittel den Südpol. Der indische Ingenieur Jatinder Kumar Bajaj gehört einer elfköpfigen Expeditionsgruppe an, die bis zum Pol 1.200 km auf Skiern hinter sich brachte.[12]

### Donnerstag, 19. Januar 1989
- Wien/Österreich: Am Schlusstag der KSZE-Folgekonferenz stellt der sowjetische Außenminister Eduard Schewardnadse bei einem Frühstücksempfang des bundesdeutschen Außenministers Hans-Dietrich Genscher fest, dass die Gründe für die Errichtung der Berliner Mauer historisch seien. Deshalb solle man prüfen, ob sie noch existieren. Mit dieser Ansicht löst Schewardnadse Heiterkeit aus, anschließend verweist er auf die Zuständigkeit der DDR in dieser Frage.[13]

### Freitag, 20. Januar 1989

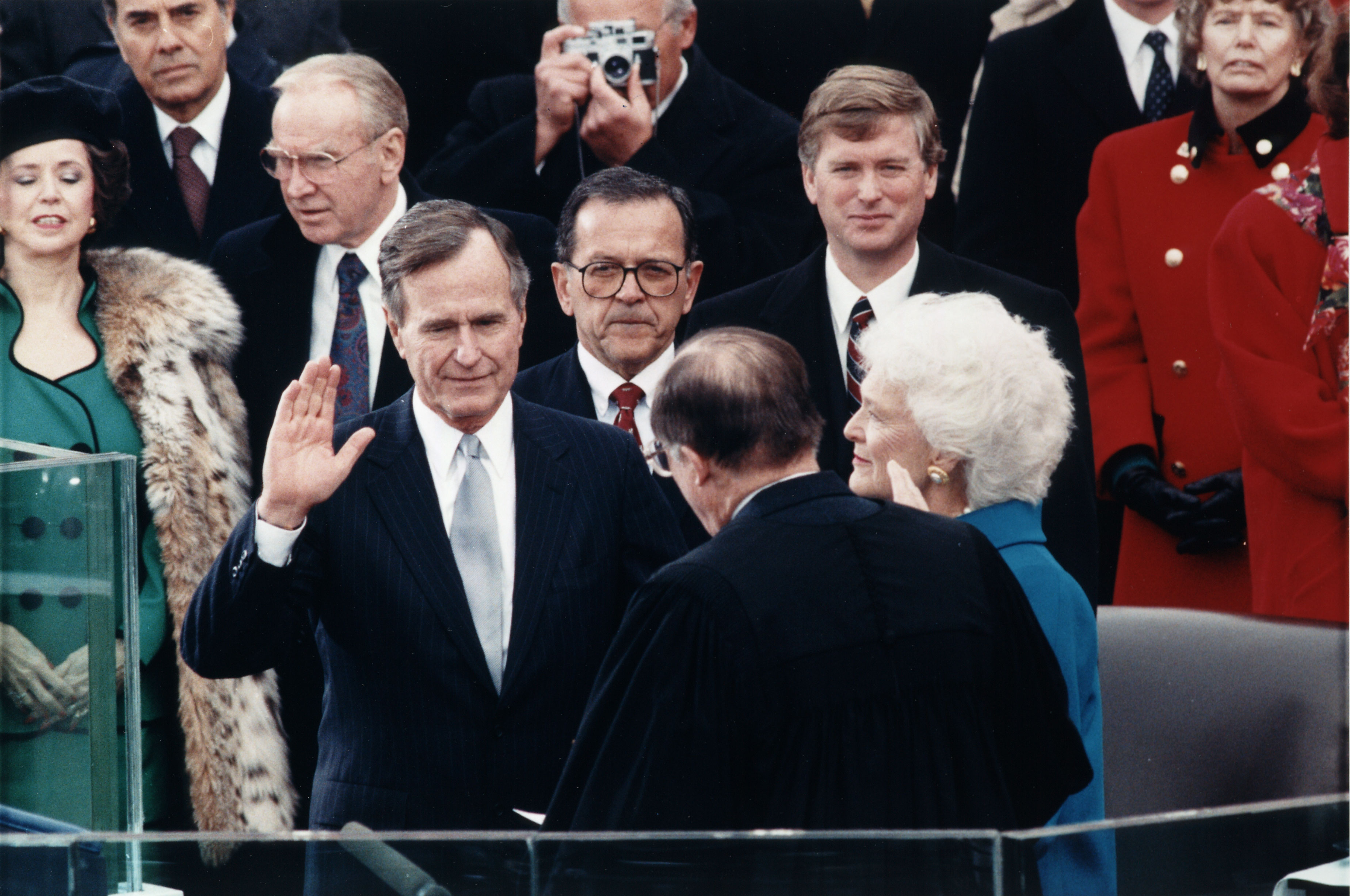
George Bush

- Samsun/Türkei: Nach einer Kollision mit einem Lkw fällt der Bus der Fußballmannschaft von Samsunspor eine Klippe hinunter. Mehrere Spieler erliegen ihren Verletzungen. Der Verein will nach dem Unglück zur Rückrunde der obersten türkischen Fußballliga nicht mehr antreten.[14]
- Washington, D.C./Vereinigte Staaten: George Herbert Walker Bush wird als neuer Präsident der Vereinigten Staaten vereidigt. Er spricht in seiner Antrittsrede über die Voraussetzungen einer „gerechten Welt“ und benennt als solche freie Märkte, Meinungsfreiheit, freie Wahlen und die Ausübung des freien Willens ohne staatliche Hemmnisse.[15]

### Sonntag, 22. Januar 1989
- Hissor/Sowjetunion: Die Gegend um die tadschikische Kleinstadt Hissor wird von einem Erdbeben der Stärke 5,3 mB erschüttert, das zu tödlichen Erdrutschen führt. Fast alle der circa 250 Todesopfer dieses Ereignisses kommen durch Erdrutsche ums Leben.[16]
- Miami Gardens/Vereinigte Staaten: Der Super Bowl XXIII im American Football zwischen den San Francisco 49ers und den Cincinnati Bengals endet 20:16.[17]

### Samstag, 28. Januar 1989

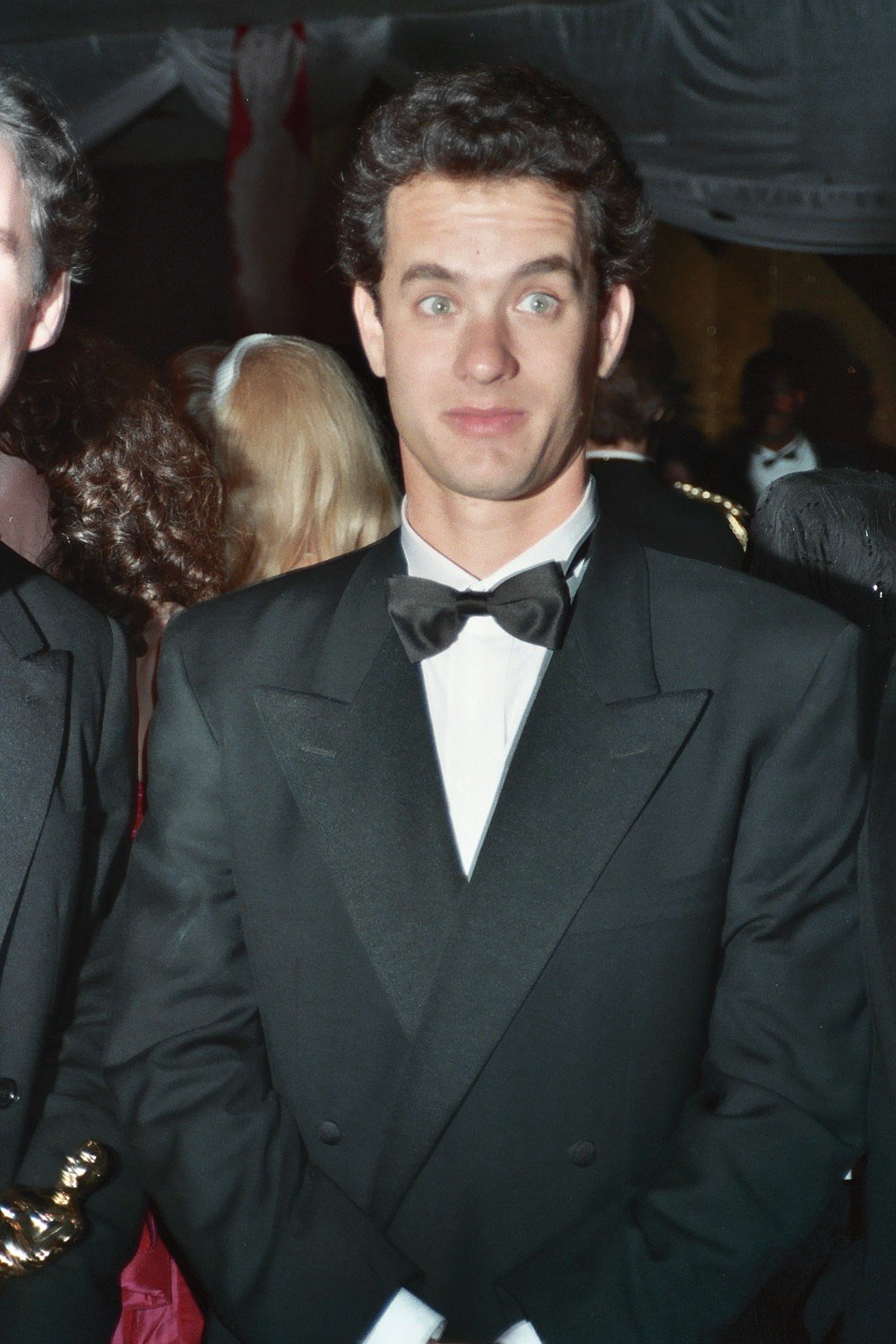
Tom Hanks

- Beverly Hills/Vereinigte Staaten: Bei der Verleihung der 46. Golden Globe Awards werden die Amerikaner Tom Hanks, Dustin Hoffman, Jodie Foster, Shirley MacLaine und Sigourney Weaver als beste Hauptdarsteller in einem Kinofilm ausgezeichnet. Der Preis für den besten Kinofilm wird an Rain Man des amerikanischen Regisseurs Barry Levinson verliehen.[18][19]

### Sonntag, 29. Januar 1989
- Berlin/Deutschland: Bei der Wahl zum Abgeordnetenhaus verliert die CDU des Regierenden Bürgermeisters der Stadt und des Landes Berlin Eberhard Diepgen 8,7 % Stimmenanteil. Die SPD liegt mit 37,3 % der Stimmen nur 0,4 % hinter der Unionspartei. Die mitregierende FDP scheitert an der Sperrklausel und die Republikaner erreichen mit dem Wahlkampfthema „Überfremdung“ 7,5 % der Stimmen. Zum ersten Mal zieht die Partei in ein Landesparlament ein.[20]

### Dienstag, 31. Januar 1989
- Bern/Schweiz: Die Bundesversammlung setzt eine Parlamentarische Untersuchungskommission ein, die die Arbeitsweise der Politischen Polizei der Bundesanwaltschaft zur Förderung des Staatsschutzes klären soll. Es herrscht Irritation über die illegale Weitergabe von Geheimwissen im Fall des Geldwäscherei-Verdachts gegen Hans W. Kopp, die schließlich zum Rücktritt der Bundesrätin Elisabeth Kopp (FDP) führte.[21][22]